# Pero zalissaria
Pero zalissaria là một loài bướm đêm trong họ Geometridae.